# Damernas 3 000 meter i hastighetsåkning på skridskor vid olympiska vinterspelen 2006
3 000 meters-tävlingen för damer på skridsko vid de olympiska vinterspelen 2006 avgjordes den 12 februari.

## Rekord
Före tävlingen gällde följande världsrekord och olympiskt rekord:
| Världsrekord     | Cindy Klassen (CAN)     | 3:55,75 | Calgary, Kanada     | 12 november 2005 |
| Olympiskt rekord | Claudia Pechstein (GER) | 3:57,70 | Salt Lake City, USA | 10 februari 2002 |

## Medaljörer
| Gren        | Guld                     | Guld    | Silver                          | Silver  | Brons                | Brons   |
| 3 000 meter | Ireen Wüst Nederländerna | 4.02,43 | Renate Groenewold Nederländerna | 4.03,48 | Cindy Klassen Kanada | 4.04,37 |

## Resultat
| Placering | Par | Namn                   | Land          | Tid     | Tid bakom | Noteringar |
| --------- | --- | ---------------------- | ------------- | ------- | --------- | ---------- |
| 1         | 10  | Ireen Wüst             | Nederländerna | 4:02,43 |           |            |
| 2         | 12  | Renate Groenewold      | Nederländerna | 4:03,48 | +1,05     |            |
| 3         | 12  | Cindy Klassen          | Kanada        | 4:04,37 | +1,94     |            |
| 4         | 13  | Anni Friesinger        | Tyskland      | 4:04,59 | +2,16     |            |
| 5         | 11  | Claudia Pechstein      | Tyskland      | 4:05,54 | +3,11     |            |
| 6         | 11  | Daniela Anschütz-Thoms | Tyskland      | 4:06,89 | +4,46     |            |
| 7         | 14  | Martina Sáblíková      | Tjeckien      | 4:08,42 | +5,99     |            |
| 8         | 13  | Kristina Groves        | Kanada        | 4:09,03 | +6,60     |            |
| 9         | 14  | Clara Hughes           | Kanada        | 4:09,17 | +6,74     |            |
| 10        | 6   | Katarzyna Wójcicka     | Polen         | 4:09,61 | +7,18     |            |
| 11        | 9   | Catherine Raney        | USA           | 4:10,44 | +8,01     |            |
| 12        | 9   | Wang Fei               | Kina          | 4:10,55 | +8,12     |            |
| 13        | 3   | Eriko Ishino           | Japan         | 4:11,21 | +8,78     |            |
| 14        | 7   | Maki Tabata            | Japan         | 4:12,38 | +9,95     |            |
| 15        | 8   | Maren Haugli           | Norge         | 4:12,50 | +10,07    |            |
| 16        | 10  | Anna Rokita            | Österrike     | 4:12,87 | +10,44    |            |
| 17        | 3   | Moniek Kleinsman       | Nederländerna | 4:13,81 | +11,38    |            |
| 18        | 7   | Svetlana Vysokova      | Ryssland      | 4:13,94 | +11,51    |            |
| 19        | 2   | Noh Seon-yeong         | Sydkorea      | 4:15,68 | +13,25    |            |
| 20        | 4   | Adelia Marra           | Italien       | 4:16,27 | +13,84    |            |
| 20        | 5   | Eriko Seo              | Japan         | 4:16,27 | +13,84    |            |
| 22        | 8   | Margaret Crowley       | USA           | 4:17,37 | +14,94    |            |
| 23        | 6   | Annette Bjelkevik      | Norge         | 4:17,57 | +15,14    |            |
| 24        | 1   | Valentina Yakshina     | Ryssland      | 4:19,43 | +17,00    |            |
| 25        | 5   | Ji Jia                 | Kina          | 4:21,06 | +18,63    |            |
| 26        | 2   | Daniela Oltean         | Rumänien      | 4:23,34 | +20,91    |            |
| 27        | 4   | Kristine Holzer        | USA           | 4:26,60 | +24,17    |            |
| 28        | 1   | Natalija Rybakova      | Kazakstan     | 4:38,76 | +36,33    |            |